# Claribel (Vorname)
Claribel ist ein weiblicher Vorname.

## Herkunft und Bedeutung
Der Name wird vor allem im englischen Sprachraum verwendet und ist eine Kombination aus dem Namen Clara und dem populären Namenssuffix bel.
Der Name wurde von Edmund Spenser in seinem Gedicht The Faerie Queene (in der Form Claribell) und von William Shakespeare in seinem Drama The Tempest (1611) verwendet. Alfred Lord Tennyson schrieb ein Gedicht mit dem Titel Claribel (1830).
Varianten sind Clare und Clarinda.

## Bekannte Namensträgerinnen
- Claribel Alegría (1924–2018), nicaraguanische Schriftstellerin
- Claribel Cone (1864–1929), US-amerikanische Gesellschaftsdame und Kunstsammlerin